# Бомарсунд
Бомарсу́нд (Бомарзу́нд; фин. Bomarsund, швед. Bomarsund) — крепость XIX века, расположенная в Финляндии на территории Аландских островов в муниципалитете Сунд. Заложена в 1832 году Российской империей на острове Аланд. Разрушена в 1854 году англо-французским флотом во время Крымской войны.

## Устройство крепости

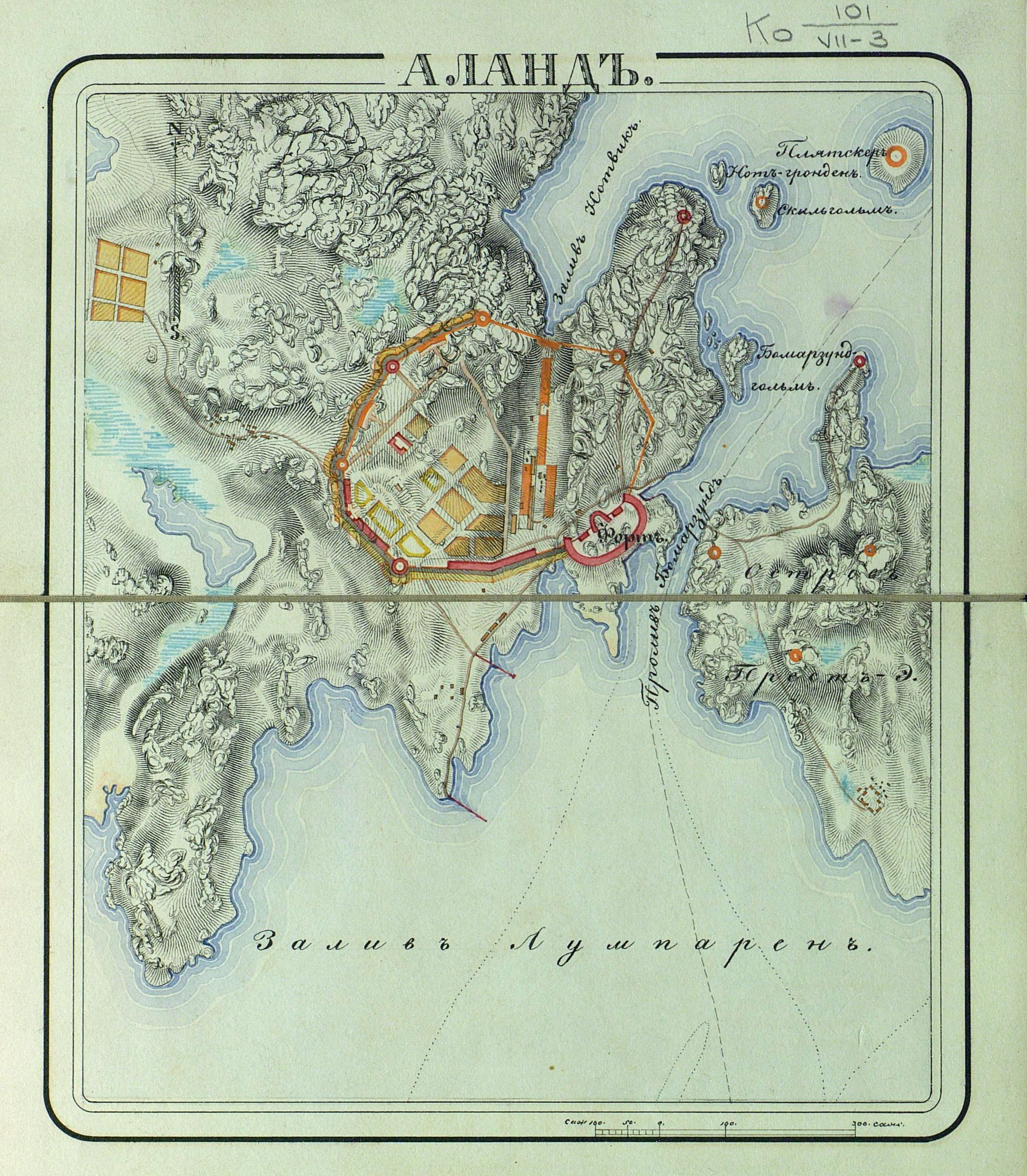

Первоначально планировалось создать укрепление в области Бомарсунда на основе бастионной оборонительной системы, известной в Европе с начала XVI века, а уже к началу XIX века считавшейся устаревшей. Крепость-бастион строилась на принципе глубокой обороны и имела несколько слоёв рвов и земляных валов. Если враг захватывал первую линию обороны, защита могла быть продолжена из второй линии, если вторую — на третьей и так далее.
Принятый же к строительству план был основан на концепциях французского инженера Рене де Монталамбера (René de Montalembert), который представлял осаду как сражение артиллеристов — у кого большее количество пушек, тот и владеет преимуществом во время боя. Пушки устанавливались в зданиях, состоящих из нескольких этажей, что позволяло удвоить или утроить их число. Данная система требовала множества сооружений с сотнями пушек и огромным гарнизоном для их обслуживания.
Крепость Бомарсунд была расположена на берегу и потому должна была противостоять атакам с обеих сторон — с моря и с земли. В отношении морских судов лучше всего работает стратегия с большим количеством пушек в ряде отдельных батарей, что означало, что суда не могли атаковать все оборонительные сооружения за один раз. У сухопутных батарей над морскими батареями есть главное преимущество в неподвижной опоре, поэтому с моря фактически невозможно успешно атаковать хорошо сложенный каменный форт.
Для противостояния сухопутной армии необходимо затруднить действие артиллерии противника и продвижение его пехотинцев, для чего требуется оборонительная стена с гласисом. Главный принцип — большее количество оборонительных сооружений покрывает бо́льшую площадь для обороны, что сводит к минимуму риск того, что атака может быть направлена в любую отдельно взятую точку.

### Система обороны

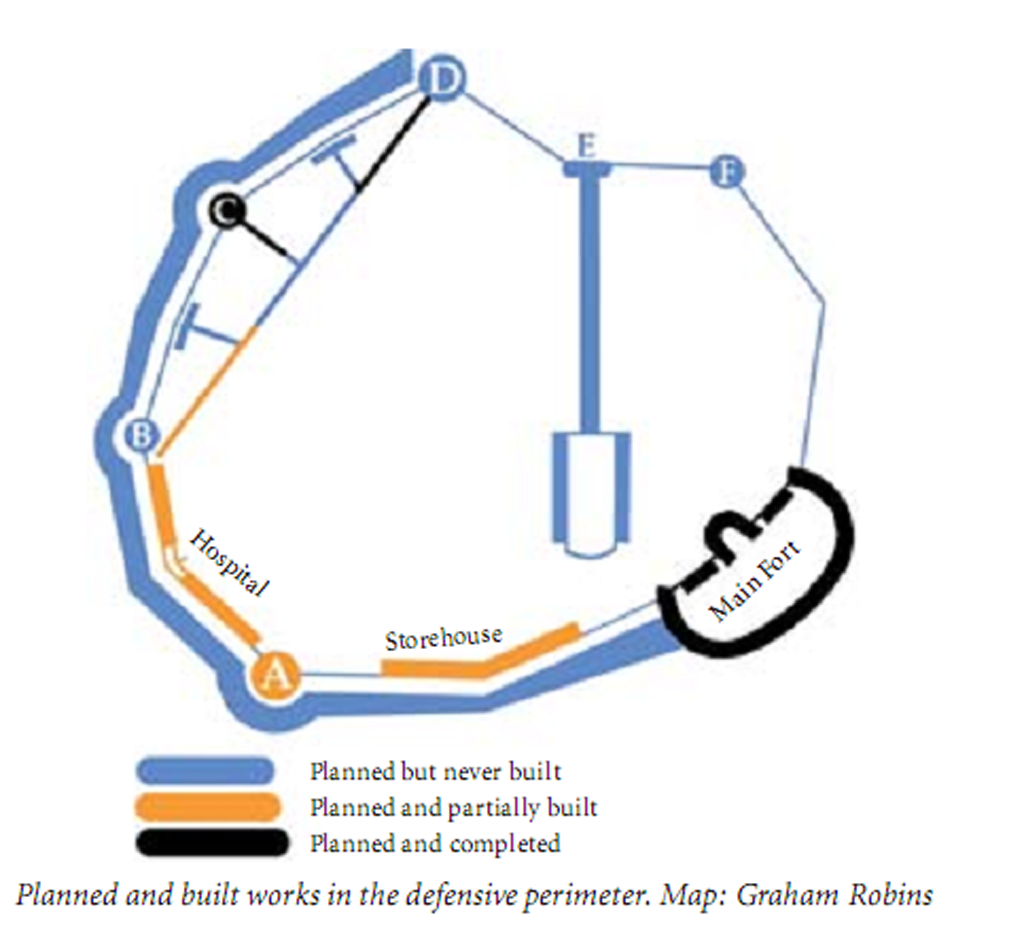
План крепости

Система состоит из оборонительного пояса, основанием которого является большой укрепленный форт в форме замкнутого полукруга диаметром 1100 м с длиной стен, превышающей 3000 м.
Главный форт располагался в низине и полукруглой стороной был обращен к морю. Для повышения обороноспособности в глубине острова на господствующих высотах проектировалась система башен. Очевидно, что башни также были построены по системе Монталамбера и несли основную нагрузку по обороне главного форта с суши.
Всего планировалось построить 6 башен, которые должны были охватывать главный форт полукругом со стороны острова.
От главного форта на юго-востоке размещались (по часовой стрелке): укреплённый склад длиной 300 м, башня A, военный госпиталь длиной 300 м, башня B, первая батарея, башня С, вторая батарея, башня D, третья батарея, башня E, казармы для гарнизона и башня F. Все отдельные оборонительные сооружения должны были быть связаны друг с другом стенами, перед которыми находился гласис, защищавший здания и стены от пушечного огня. Каждое укрепленное здание было высотой в два этажа, а оборонительные башни — высотой в три этажа, что позволяло увеличить на 50 % количество орудий, которые могли быть направлены против неприятеля. Общее число планируемых пушек составляло 350 стволов.
К началу Крымской войны частично были построены только башня A, госпиталь и склады. Полностью была построена только башня С (фин. Brännklint). К постройке башни D, размещавшейся на господствующей высоте, только собирались приступить.
К северу и востоку от центральной крепости планировались ещё семь оборонительных башен, в общей сложности со 150 пушками. Они должны были защищать территорию от нападения флота с севера, а также от высадки десанта на остров Престё (фин. Prästö).

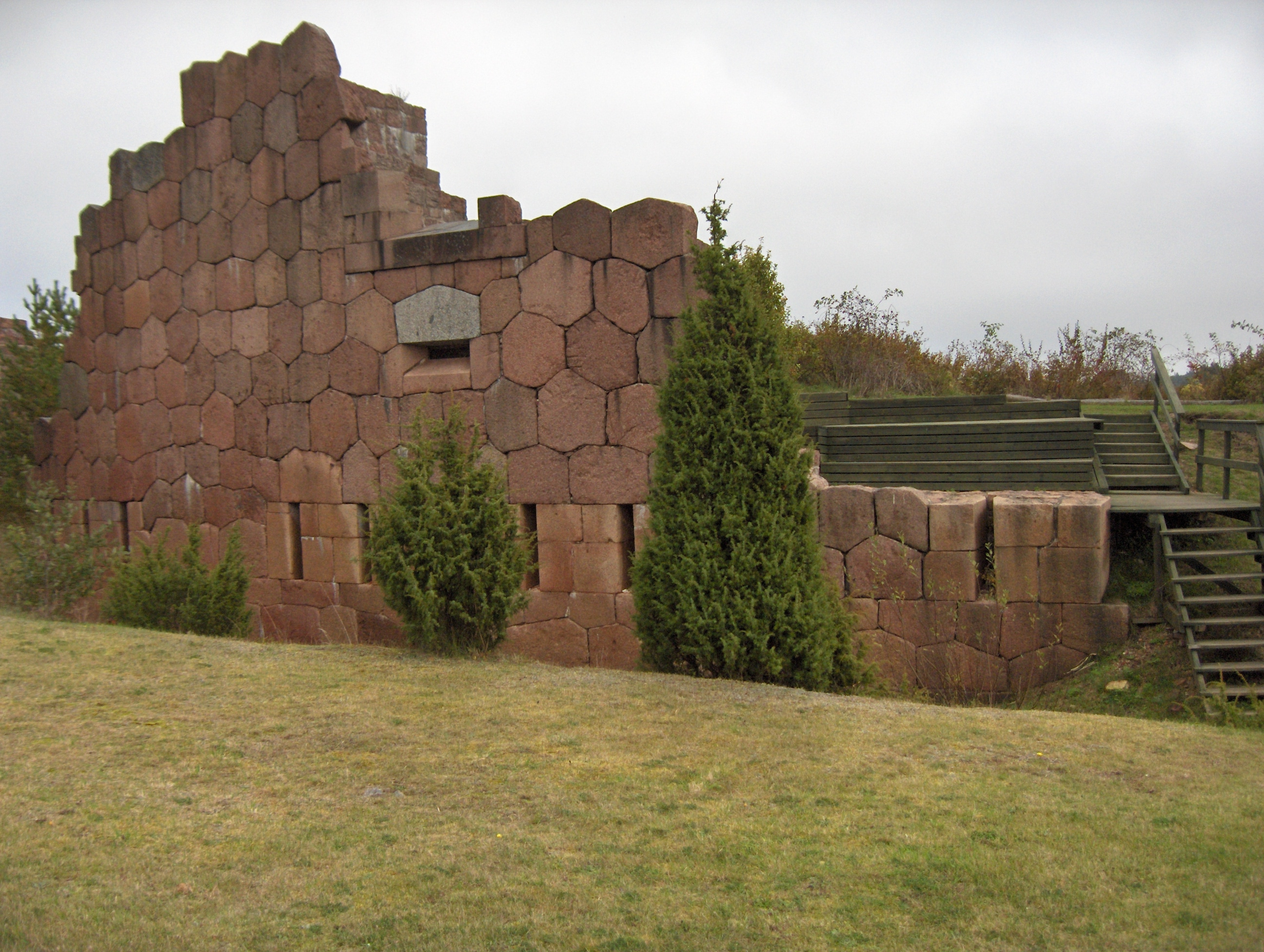
Руины Главного Форта

### Главный форт
Стены форта были сложены из кирпича, внешняя сторона облицована диким гранитом, что придавало сооружению неприступный вид и своеобразную красоту.
Главный форт состоял из 162 казематов, из которых 115 были предназначены для размещения в них пушек и их расчетов в составе восьми — десяти человек. Орудия с крупным калибром были установлены на первом этаже. В других помещениях размещались кухни, склады с продуктами и амуницией, канцелярия. Здесь также находились культовые сооружения для различных конфессий; самой большой и богатой была, конечно, православная. Под пандусами, ведущими на второй этаж, находились туалеты, для снабжения питьевой водой были пробиты колодцы. В двух крыльях форта примерно 84 номера были отданы офицерам и их семьям. Общая площадь сооружения составила около 18 000 м².

### Башни Престё и Нотвик
Из двенадцати круглых башен были построены на Бомарсунде только три.
Башни на острове Престё и мысе Нотвик (фин. Notvik) обеспечивали защиту от военно-морского штурма с севера. Аналогично Главному форту, эти башни несли и функцию оборонительных сооружений, и функцию казарм. Каждая из них была запланирована на 125 человек.

### Башня «C»
Единственная достроенная к началу военных действий башня из шести запланированных по периметру крепости. Она была аналогичной конструкции и тех же размеров, что и башни Престё и Нотвик, охранявшие пролив с севера. Главным отличием этой башни было наличие амбразур только с северной и западной сторон, внутри же оборонительного периметра были обычные окна. Но так как периметр не был завершён, то башня во время военных действий оказалась изолированной и уязвимой.

### Гарнизонный город Скарпанс
Город вырос как внутри, так и за пределами оборонительного периметра крепости Бомарсунд. Первый город, Старый Скарпанс, не был запланирован и появился стихийно. Название произошло от фермы Скарпанс (фин. Skarpans), которая существовала на этом месте до завоевания Российской империей этой земли. К концу 1830-х годов и в течение 1840-х годов было распланировано новое поселение, со строгой планировкой и широкими прямыми дорогами — Новый Скарпанс. Здесь жили военные и гражданские лица, в 1842 году были отстроены административные здания, в 1845 году открыта школа, а также аптека, магазины и другие учреждения. Здания были построены из древесины, с желтыми, синими или серыми фасадами.
Весной 1854 года, опасаясь нападения, население города было подготовлено к эвакуации, и постепенно город был очищен от людей. 3 августа 1854 года все здания были сожжены, чтобы предотвратить использование их в качестве прикрытия во время штурма неприятелем. Скарпанс так никогда и не был снова восстановлен.

### Остров Престё
В начальный период строительства крепости Бомарсунд на острове Престё был построен военный госпиталь, рядом с ним появилось примерно 30 частных домов. Все здания были уничтожены русским гарнизоном накануне битвы 1854 года.
Остров Престё также называли «Остров мёртвых» в связи с тем, что здесь были созданы шесть мест для захоронений. Первоначально появились русские православные захоронения, расположенные на западной стороне острова, затем появились еврейские и мусульманские кладбища по соседству. В конце 1840-х годов новые захоронения появились на восточной стороне острова: православные, лютеранские и католические.
Вероятно, форт предназначался для обороны удобной гавани и являлся военно-морской базой империи вблизи Швеции. Очевидно, что без поддержки с моря и без сообщения с материком недостроенная крепость оставалась в изолированном положении и выдержать долговременную осаду была не в состоянии.

## История

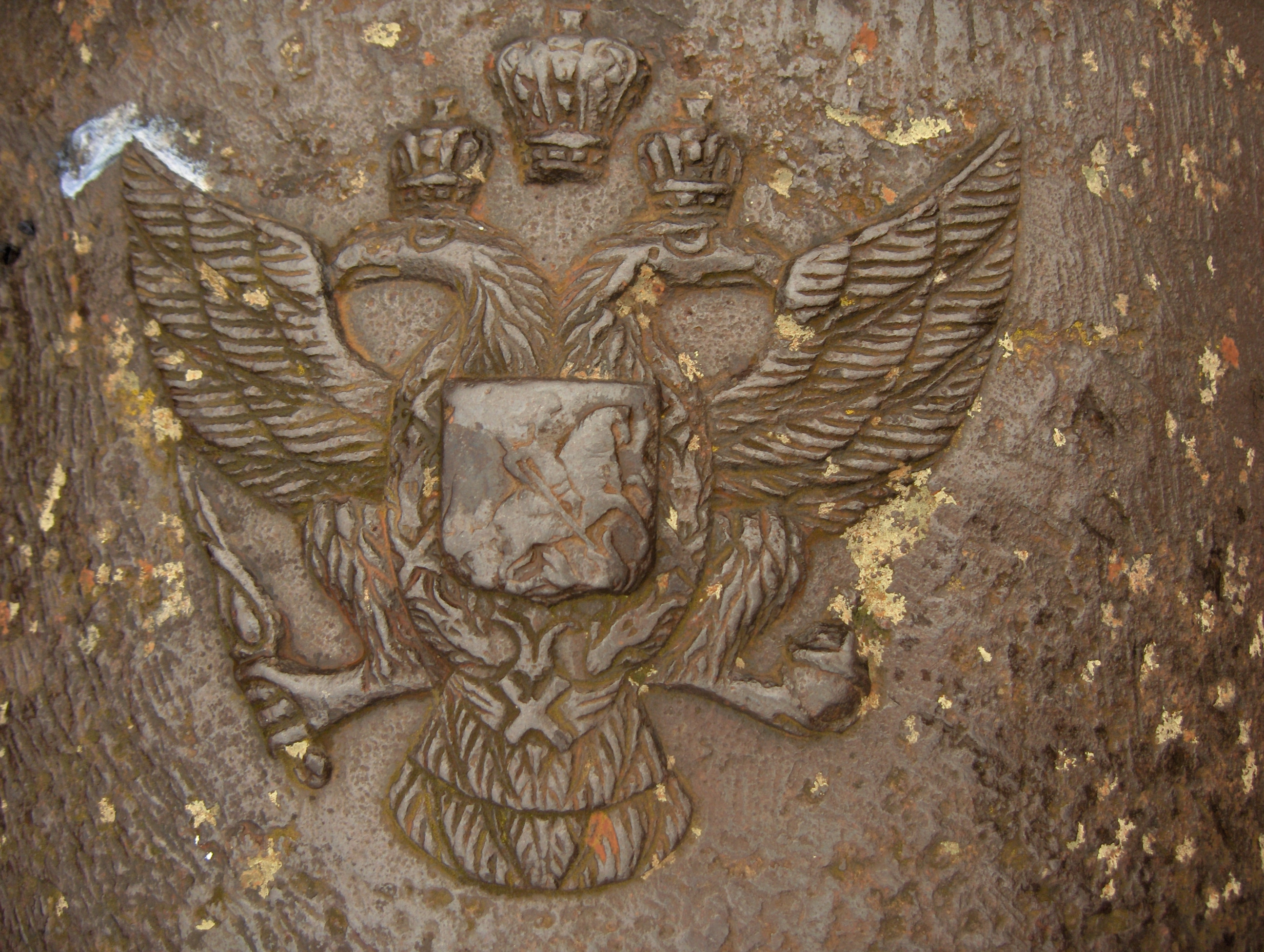
Герб Российской империи на одной из пушек Бомарсунда

После окончания войны 1808—1809 года и заключением Фридрихсгамского мирного договора, Финляндия и Аландские острова, которые раньше принадлежали Шведскому королевству, стали частью Российской империи. Острова стали самым западным форпостом империи, на их территории был размещен гарнизон и было принято решение о строительстве здесь военного форта.
Уже в 1809 году русские инженеры начали картографирование местности и проектирование новой крепости. На восточной стороне главного острова планировались большие укрепления, которые должны были служить плацдармом, способным выдержать длительную осаду, для усиления контингента русских войск в Финляндии. Место доминирует над основными каналами, ведущими в бухту Лумпарн (фин. Lumparn), и дает контроль над этой естественной гаванью. Один из каналов и был назван Бомарсунд. В течение года все основные подготовительные мероприятия для возведения форта были завершены: лес на месте закладки форта вырублен, на острове Престё был построен военный госпиталь.
В связи с Отечественной войной 1812 года и смертью российского полководца Барклая-де-Толли, ответственного за возведение Бомарсунда, работы по возведению форта пришлось остановить.
Во время посещения островов в 1820 году Николай Павлович, великий князь и инспектор крепостей, решил возобновить строительство и заказал новые планы для укрепления Бомарсунда.
Работы на островах начались в 1830 году со строительства деревянных бараков и других зданий для военного контингента и заключённых, присланных на остров для строительства форта (в общей сложности около 1000 человек).
В 1832 году началось строительство Главного Форта, оно продолжалось 12 лет.
В 1839 году был расквартирован 11-й финский батальон и был возведён православный храм.
В 1842 году начаты работы по возведению башни Престё, ещё через два года — башни Нотвик. Эти две башни должны были защищать Бомарсунд прежде всего от морских нападений с севера.
В 1846 году начались работы по строительству новой больницы и складов. В течение следующих семи лет были частично построены госпиталь, склады, первая, вторая и четвёртые башни, но только третья («C») была завершена полностью. Дальнейшее строительство не могло быть продолжено, так как крепость была переведена на военное положение.

### Битва за Бомарсунд

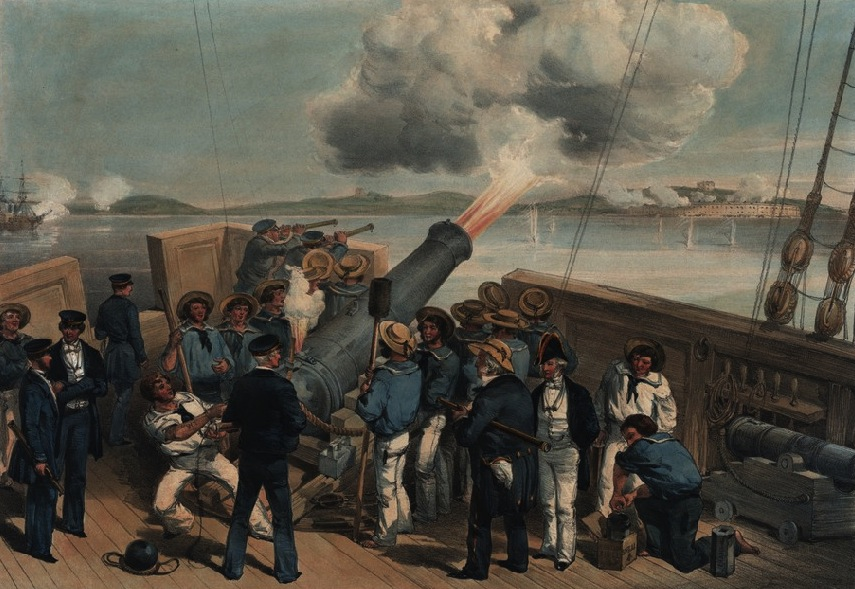
Бомбардировка крепости Бомарсунд с палубы судна HMS Bulldog в ходе Крымской войны, 15 августа 1854. Худ. Вильям Симпсон

В начавшейся в 1853 году Крымской войне на стороне Османской империи выступили Англия и Франция. Позже западными державами был открыт северный фронт, и в Финский залив отправилась объединённая армада, чтобы не дать русским кораблям отойти далеко от Кронштадта (в Лондоне опасались, что 28 линейных кораблей Балтийского флота ударят по Великобритании).
Балтийское море было заблокировано, Бомарсунд изолирован. Битва шла в августе 1854 года между российскими обороняющимися войсками и англо-французской оперативной группой кораблей. В день, когда началось нападение, у коменданта Бомарсунда, артиллерийского полковника Бодиско, было в распоряжении (считая с офицерами, писарями, нестроевыми командами) 2175 человек, но под ружьём и при орудиях состояло лишь 1600 человек. Нападавших было около 12 000. После четырёх дней сражения крепость была взята. Позднее крепость была окончательно разрушена, поскольку англичане хотели воспрепятствовать военной деятельности России на островах.
Из гарнизона в 2500 человек было взято 2000 пленных, большинство из них были финны. Три сотни финских гренадер, в основном снайперов, защищавших крепость, были взяты в плен и отконвоированы в тюрьму Льюис, Англия. Позже им позволили вернуться в Финляндию. Пленники написали песню о битве и своём заключении — «Битва за Бомарсунд» (фин. Oolannin sota).
В 1856 году Парижский мирный договор присвоил Аландским островам статус демилитаризованной зоны, который сохраняется и в настоящее время.
В Британии, в городе Льюис (графство Восточный Суссекс) и сейчас стоит памятник, установленный в 1878 году российским императором Александром II в память о защитниках Бомарсунда — 28 финнах, умерших в плену в 1854—1856 годах в морской тюрьме Льюиса.

### Судьба руин

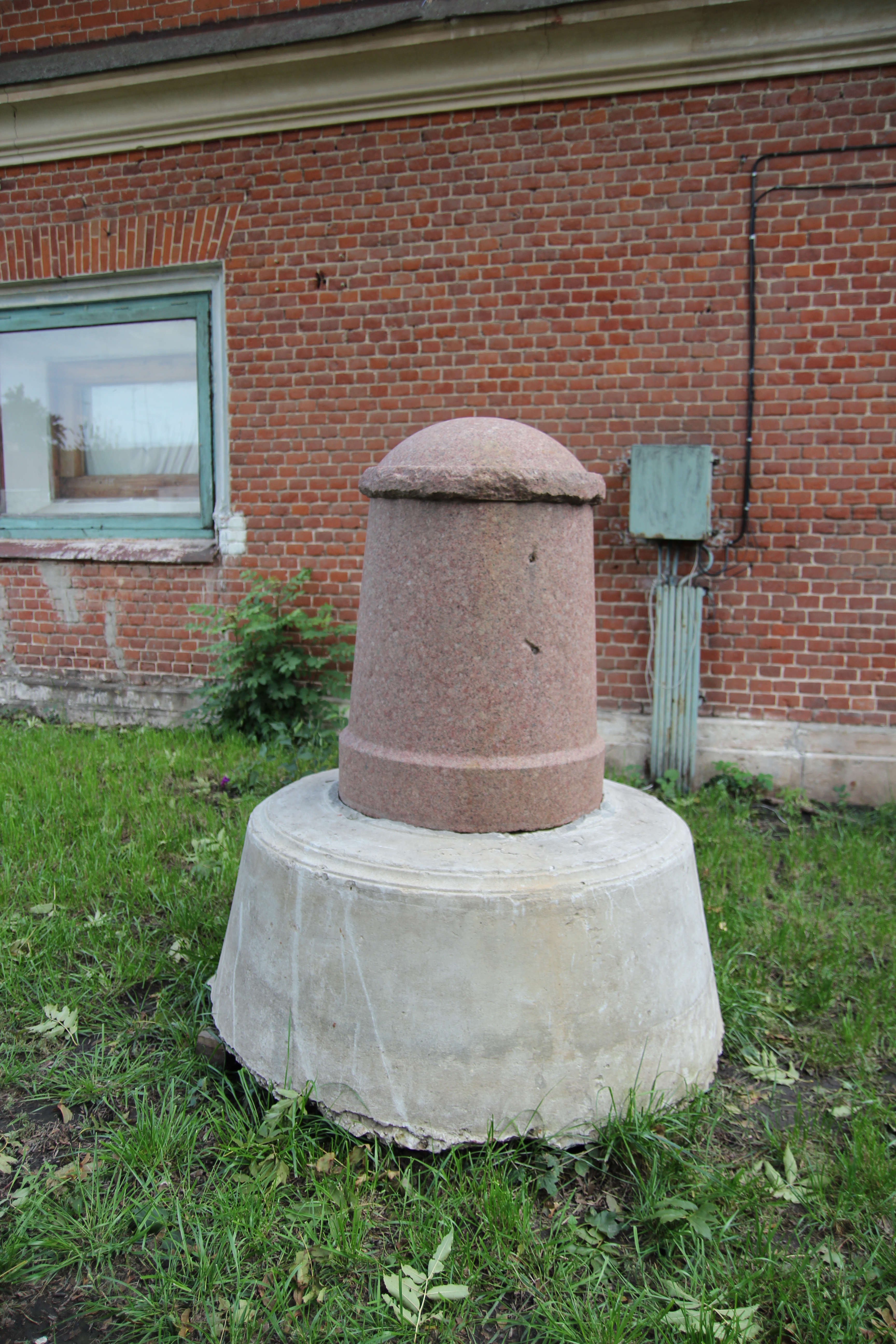
Дарственный камень Бомарсунд Рамонского дворца

Взорванные стены Бомарсунда легли в фундаменты многих построек. Из красных кирпичей возводились дома на островах, их использовали в заложенной вскоре столице архипелага. Православный Успенский собор в Хельсинки тоже построен частично из бомарсундского кирпича. Именно в Бомарсунде император Александр II подписал дарственную, согласно которой принцессе Ольденбургской отошло имение в посёлке Рамонь Воронежской губернии. Предположительно, в качестве подарка он отправил ей камень из обломков крепости с дарственной надписью. Этот камень был установлен в качестве памятника перед замком, но в 1960-е — 1970-е годы провалился под землю. Он был найден только в 2011 году стараниями местных школьников и поисковой организации «Дон», причём без надписи. Крепость никогда не была восстановлена, хотя с полуразрушенных стен в море по-прежнему направлены жерла пушек.